# Luna nueva (álbum de Rosana)
Luna Nueva es el segundo álbum de la cantautora española Rosana. Publicado el 17 de noviembre de 1998, bajo el sello de Universal Music Latino.

## Historia y Grabación
Después de innumerables premios y una larga gira que la llevó por todo el continente americano y europeo, Rosana comenzó la grabación de su segundo disco al que llamó sugestivamente Luna Nueva, ya que la mayoría de sus canciones surgieron en noches mágicas. Y muestra ese talento natural para componer e interpretar temas que la han convertido en una de las artistas más importantes de la década de los 90's.
Nuevamente de la mano del productor José A. Romero, la cantante siguió la línea de su primer álbum con canciones alegres y baladas románticas. 
Este disco de género Pop/Acústico, es un disco más maduro y profundo pero que mantiene la frescura, naturalidad y sentimiento que caracterizan a Rosana. Se grabó en Miami, España e Italia bajo la producción de Rosana y José A. Romero. 
Ingresó directamente al número 1 de ventas en España y Latinoamérica, además está incluido también en el puesto 8 de los 200 discos más vendidos en España, por delante de cantantes como Mike Oldfield o el mismo Alejandro Sanz.
En Luna Nueva, Rosana colabora con la cantante María Dolores Pradera en el tema El día que se hizo tarde y con Las Hijas del Sol en el tema Sonríe.
Se lanzó una edición especial para países como Japón en los que se incluyen los bonus tracks, En Navidad y Fuego Lento. Sin embargo, la versión de lanzamiento en España solo incluía el primero, grabado en directo.
El álbum tuvo mucho éxito y aunque no llegó a batir el récord que consiguió con su anterior álbum Lunas Rotas sí que le permitió realizar una amplia gira por España y varios países Latinoaméricanos.
Rosana triunfó al otro lado del charco, actuó en el festival Viña del Mar de Chile y allí le fue entregado el máximo galardón del certamen, la Gaviota de Plata, premio otorgado por el público.

## Lista de canciones
Letra y música compuesta por Rosana Arbelo.
| N.º | Título                                                       | Duración |  |
| 1.  | «Contigo»                                                    | 3:59     |  |
| 2.  | «Domingos En El Cielo»                                       | 2:46     |  |
| 3.  | «Ya No Siento»                                               | 4:50     |  |
| 4.  | «Dime»                                                       | 6:13     |  |
| 5.  | «Amainará»                                                   | 3:38     |  |
| 6.  | «Dunas De Poemas»                                            | 3:35     |  |
| 7.  | «El Día Que Se Hizo Tarde»                                   | 3:19     |  |
| 8.  | «Sonríe (a dúo con Las Hijas del Sol)»                       | 4:00     |  |
| 9.  | «Si Yo Fuera Tu Amante»                                      | 4:11     |  |
| 10. | «Pa’ Calor»                                                  | 3:02     |  |
| 11. | «El Día Que Se Hizo Tarde (a dúo con María Dolores Pradera)» | 4:04     |  |

| Bonus Track |              |          |  |
| N.º         | Título       | Duración |  |
| 12.         | «En Navidad» | 4:55     |  |

## Personal
- Pancho Amat - mezclador
- Rosana Arbelo - directora, productora, voz y coros
- Anye Bao - batería
- Paloma Blanco - coros
- Vicente Borland - coros
- Juan Cerro - arreglista, guitarra acústica, guitarra eléctrica, cuerdas
- Miguel De La Vega - ingeniero, mezclador
- Tino Di Geraldo - batería
- Carlos Doménech - coros
- Luis Dulzaides - percusión
- Marcela Ferrari - coros
- Marcelo Carlos Fuentes - bajo
- The Harlem Gospel Singers - coros
- Javier Losada - teclados, hammond
- Carlos Martos - masterización
- John Parsons 	- guitarra eléctrica
- Alfonso Pérez - teclado, piano
- María Dolores Pradera - voz en «El día que se hizo tarde»
- Hijas del sol - voces en «Sonríe»
- Rosana Arbelo - voz
- Pedro Sánchez - coros
- Paulo Jorge Santos - guitarra, guitarra acústica
- Efraín Toro - percusión
- Manolo Toro - bajo

## Anuales
| País   | Asociación | Lista          | Posición anual   | Ref.        |
| España | Promusicae | Top 50 Álbumes | 1998: 8 1999: 29 | [ 2 ] [ 3 ] |